# Laura Reinink
Laura Reinink (1995) is een Nederlandse politica van Volt in de provincie Groningen, woonachtig in Leek.
Bij de Statenverkiezingen van 15 maart 2023 stond zij tweede op de lijst van Volt. Ze werd met 5.265 voorkeurstemmen verkozen, waardoor zij de enige zetel voor Volt in de Provinciale Staten van Groningen innam.